# Psoralea asarina
Psoralea asarina là một loài thực vật có hoa trong họ Đậu. Loài này được (P.J.Bergius) T.M.Salter miêu tả khoa học đầu tiên.